# Eurythmics

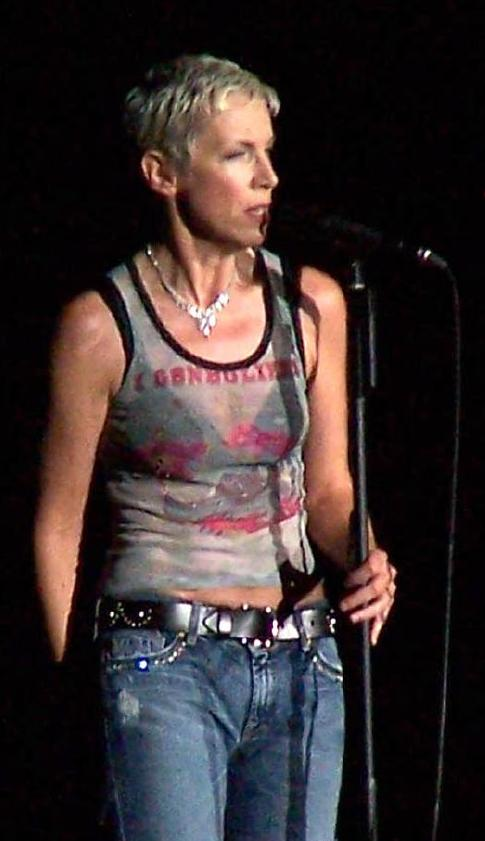
Annie Lennox

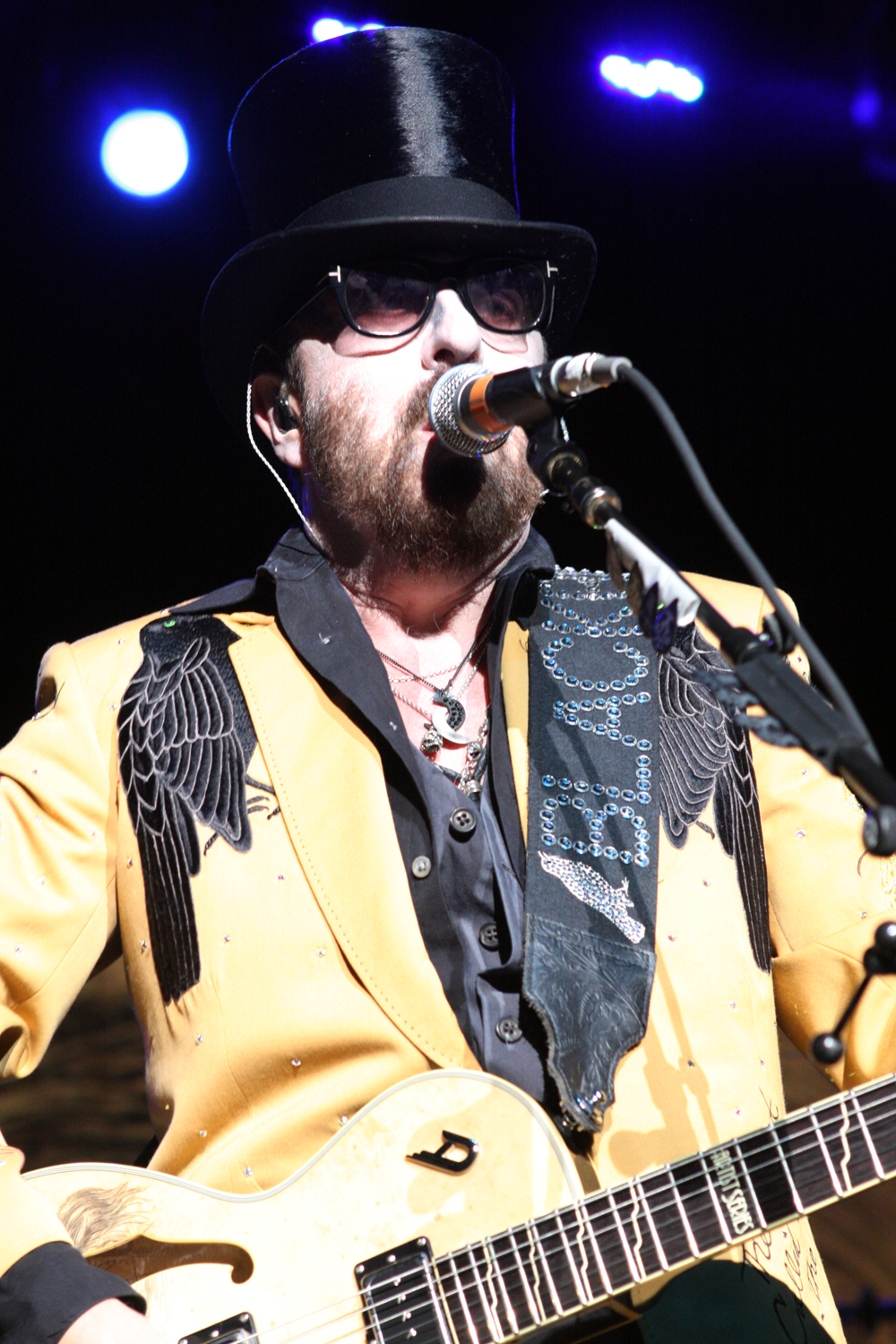
Dave Stewart

Eurythmics var en brittisk duo bestående av Annie Lennox och Dave Stewart, bildad 1980 i London. De var populära inom synthpopen och new wave-genren under 1980-talet. Namnet Eurythmics kommer ifrån den pedagogiska metoden rytmik, som grundades av Émile Jaques-Dalcroze.

## Före Eurythmics
Stewart och Lennox träffades i slutet av 1970-talet. Stewart ska ha frågat Lennox om giftermål och hon tackade nej men de blev förälskade (ett par) och bildade då gruppen The Catch tillsammans med Stewarts vän, gitarristen Peet Coombes som gav namn åt gruppen. 1979 växte The Tourists ut ur The Catch. De släppte tre album som blev måttliga framgångar.

## Bandet bildas
1980 var det romantiska förhållandet mellan Stewart och Lennox över, men de höll fortfarande ihop musikaliskt. De började nu uppträda under namnet Eurythmics. Året därpå släppte de sin debut-lp, In the Garden. Albumet prisades av kritiker men blev ingen större framgång. 1983 släpptes albumet Sweet Dreams (Are Made of This) där titelspåret blev en mycket stor hit. Innan musikvideon började visas på MTV var låten Love Is a Stranger en större hit, men den mycket speciella musikvideon bidrog antagligen stort till Sweet Dreams popularitet.
1983 släppte man albumet Touch med några hits som följd. 1984 stod Eurythmics för filmmusiken till 1984; Sexcrime blev en stor framgång, och den vemodiga balladen Julia beskrevs som ett lyriskt mästerverk.
1985 kom albumet Be Yourself Tonight som innehöll en duett med Aretha Franklin, Sisters Are Doin' It for Themselves, som kort låg på listorna. Albumet Revenge följde året därpå, och det kan sägas vara det sista framgångsrika albumet från duon.

## Minskande popularitet och uppbrott
Stewart hade åren 1985–1986 börjat producera andra större artister såsom Bob Dylan, Tom Petty och Mick Jagger. 1987 tog de båda upp arbetet med Eurythmics igen och gav ut albumet Savage. Det blev ingen större framgång. I dag anses dock albumet vara gruppens mest konstnärligt sofistikerade verk. Efter diverse sidoprojekt gav gruppen två år senare ut albumet, We Too Are One. Albumet sålde bra i Storbritannien, men dåligt i USA. Året därpå bestämde man sig för att bryta upp. 1991 gavs ett så kallat Greatest Hits-album ut.
Lennox påbörjade 1992 en framgångsrik solokarriär då hon släppte albumet Diva. Stewart å sin sida började bland annat skriva filmmusik; Ben Verbongs Lily was here, Robert Altmans Cookies Fortune och Charles Shyers Alfie är tre i mängden av filmer Stewart komponerat för. Stewart släppte även ett antal soloalbum under 1990-talet. Särskilt Greetings from the Gutter kan nämnas. På detta album ingick bland annat hiten Heart of Stone.

## Återförening
Eurythmics återförenades 1999 då de spelade in albumet Peace och fick en stor hit med första singeln från albumet I Saved the World Today. Efter en framgångsrik världsturné i samarbete med Greenpeace och Amnesty International gick de än en gång skilda vägar. Hösten 2005 sammanstrålade emellertid Stewart och Lennox än en gång och gjorde återigen entré på den brittiska singellistan (plats 14) med nyskrivna låten I've Got a Life som ingick på bandets Ultimate Collection (plats 5 på den brittiska albumlistan). Hösten 2005 förärades gruppen också en hedervärd plats i UK Music Hall of Fame. Med sina 75 miljoner sålda album räknas Eurythmics som ett av de största brittiska banden någonsin. Eurythmics återförenas på en TV-Gala för The Beatles som spelade första gången i amerikansk tv i år den 9 februari 2014. Comebacken var tänkt som en engångsföreteelse för duon.

## Diskografi

### Album
| År   | Album                                                | Plats i brittiska topplistan | Plats i Billboard | Sålda skivor i USA och Storbritannien |
| ---- | ---------------------------------------------------- | ---------------------------- | ----------------- | ------------------------------------- |
| 1981 | In the Garden                                        | –                            | –                 | 50 000/50 000                         |
| 1983 | Sweet Dreams (Are Made of This)                      | 3                            | 15                | 650 000/1 150 000                     |
| 1984 | Touch                                                | 1                            | 7                 | 700 000/1 600 000                     |
| 1984 | Touch Dance                                          | 31                           | 115               | 35 000/75 000                         |
| 1984 | 1984 (For the Love of Big Brother) (film soundtrack) | 23                           | 93                | 175 000/75 000                        |
| 1985 | Be Yourself Tonight                                  | 3                            | 9                 | 750 000/1 900 000                     |
| 1986 | Revenge                                              | 3                            | 12                | 700 000/700 000                       |
| 1987 | Savage                                               | 7                            | 41                | 450 000/250 000                       |
| 1989 | We Too Are One                                       | 1                            | 34                | 650 000/225 000                       |
| 1991 | Greatest Hits                                        | 1                            | 72                | 2 300 000/3 200 000                   |
| 1993 | Live 1983–1989                                       | 22                           | –                 | 150 000/125 000                       |
| 1999 | Peace                                                | 4                            | 25                | 225 000/550 000                       |
| 2005 | Ultimate Collection                                  | 5                            | 116               | 325 000/50 000                        |
| 2005 | Boxed                                                | –                            | –                 | ?                                     |

### Singlar
| År     | Sång                                                        | Plats i brittiska topplistan | Plats i Billboard | U.S. Dance | U.S. Main- stream Rock | U.S. Modern Rock | Album                              |
| ------ | ----------------------------------------------------------- | ---------------------------- | ----------------- | ---------- | ---------------------- | ---------------- | ---------------------------------- |
| 1981   | "Never Gonna Cry Again"                                     | 63                           | –                 | –          | –                      | –                | In the Garden                      |
| 1981   | "Belinda"                                                   | –                            | –                 | –          | –                      | –                | In the Garden                      |
| 1982   | "This Is the House"                                         | –                            | –                 | –          | –                      | –                | Sweet Dreams (Are Made of This)    |
| 1982   | "The Walk"                                                  | 89                           | –                 | –          | –                      | –                | Sweet Dreams (Are Made of This)    |
| 1982   | "Love Is a Stranger"                                        | 54                           | –                 | –          | –                      | –                | Sweet Dreams (Are Made of This)    |
| 1983   | "Sweet Dreams (Are Made of This)"                           | 2                            | 1                 | 2          | 16                     | –                | Sweet Dreams (Are Made of This)    |
| 1983   | "Love Is a Stranger" (återrelease)                          | 6                            | 23                | 7          | –                      | –                | Sweet Dreams (Are Made of This)    |
| 1983   | "Who's That Girl?"                                          | 3                            | 21                | –          | –                      | –                | Touch                              |
| 1983   | "Right by Your Side"                                        | 10                           | 29                | 32         | –                      | –                | Touch                              |
| 1984   | "Here Comes the Rain Again"                                 | 8                            | 4                 | 4          | –                      | –                | Touch                              |
| 1984   | "Sexcrime (Nineteen Eighty-Four)"                           | 4                            | 81                | 2          | –                      | –                | 1984 (For the Love of Big Brother) |
| 1985   | "Julia"                                                     | 44                           | –                 | –          | –                      | –                | 1984 (For the Love of Big Brother) |
| 1985   | "Would I Lie to You?"                                       | 17                           | 5                 | 5          | 2                      | –                | Be Yourself Tonight                |
| 1985   | "There Must Be an Angel (Playing with My Heart)"            | 1                            | 22                | 31         | –                      | –                | Be Yourself Tonight                |
| 1985   | "Sisters Are Doin' It For Themselves" (med Aretha Franklin) | 9                            | 18                | 10         | –                      | –                | Be Yourself Tonight                |
| 1986   | "It's Alright (Baby's Coming Back)"                         | 12                           | 78                | –          | –                      | –                | Be Yourself Tonight                |
| 1986   | "When Tomorrow Comes"                                       | 30                           | –                 | –          | –                      | –                | Revenge                            |
| 1986   | "Thorn in My Side"                                          | 5                            | 68                | –          | –                      | –                | Revenge                            |
| 1986   | "The Miracle of Love"                                       | 23                           | –                 | –          | –                      | –                | Revenge                            |
| 1986/7 | "Missionary Man"                                            | 31                           | 14                | 6          | 1                      | –                | Revenge                            |
| 1987   | "Beethoven (I Love to Listen To)"                           | 25                           | –                 | 6          | –                      | –                | Savage                             |
| 1987   | "Shame"                                                     | 41                           | –                 | –          | –                      | –                | Savage                             |
| 1987/8 | "I Need a Man"                                              | 26                           | 46                | 6          | 32                     | –                | Savage                             |
| 1988   | "You Have Placed a Chill in My Heart"                       | 16                           | 64                | –          | –                      | –                | Savage                             |
| 1989   | "Revival"                                                   | 26                           | –                 | –          | –                      | –                | We Too Are One                     |
| 1989   | "Don't Ask Me Why"                                          | 25                           | 40                | –          | –                      | 12               | We Too Are One                     |
| 1989   | "The King and Queen of America"                             | 29                           | –                 | –          | –                      | –                | We Too Are One                     |
| 1990   | "(My My) Baby's Gonna Cry"                                  | –                            | –                 | –          | –                      | –                | We Too Are One                     |
| 1990   | "Angel"                                                     | 23                           | –                 | –          | –                      | –                | We Too Are One                     |
| 1991   | "Love Is a Stranger" (återrelease)                          | 46                           | –                 | –          | –                      | –                | Greatest Hits                      |
| 1991   | "Sweet Dreams (Are Made Of This) '91"                       | 48                           | –                 | –          | –                      | –                | Greatest Hits                      |
| 1999   | "I Saved the World Today"                                   | 11                           | –                 | –          | –                      | –                | Peace                              |
| 1999   | "17 Again"                                                  | 27                           | –                 | 1          | –                      | –                | Peace                              |
| 2000   | "Peace Is Just a Word"                                      | –                            | –                 | –          | –                      | –                | Peace                              |
| 2000   | "Power to the Meek"                                         | –                            | –                 | –          | –                      | –                | Peace                              |
| 2005   | "I've Got a Life"                                           | 14                           | –                 | 1          | –                      | –                | Ultimate Collection                |